# الدير (حجة)

تعديل مصدري - تعديل

الدير هي مدينة ومركز مديرية حيران بمحافظة حجة اليمنية، بلغ تعداد سكانها 2938 نسمة حسب الإحصاء الذي أجري عام 2004.